# سراغة متغيرة
السراغة المتغيرة (باللاتينية: Crepis commutata) نوع نباتي يتبع جنس السراغة من الفصيلة النجمية.

## الموئل والانتشار
موطنها بلاد الشام وقبرص وتركيا واليونان وبلغاريا.

## مرادفات للاسم العلمي
- (باللاتينية: Rodigia commutata Spreng.)
- (باللاتينية: Crepis foetida subsp. commutata (Spreng.) Babc.)
- (باللاتينية: Phalacroderis coa DC.)
- (باللاتينية: Rodigia bulgarica Velen.)
- (باللاتينية: Rodigia gracilis Freyn & Sint.)
- (باللاتينية: Rodigia hirsutissima Arènes)